# Markus Wagesreiter
Markus Wagesreiter, né le 14 janvier 1982 à Sankt Pölten, est un handballeur autrichien. Il évolue au poste de pivot au SG Handball Vienne-Ouest et en équipe nationale d'Autriche.